# MWorks
MWorks是同元软控研发的工程用虚拟仿真平台，提供交互式编程环境，包含数值计算环境MWorks.Syslab、系统建模仿真环境MWorks.Sysplorer、系统协同建模与模型数据管理环境MWorks.Syslink和计算仿真云平台MoHub。其特点是支持不同领域的工程模型共同仿真。MWorks支持图形拖曳开发、API开发，拥有C/C++和Python接口，可以进行較复杂、多领域系统的建模，构建开放式用户界面，并且可与其他仿真软件（如Simulink）互通。

## 特性

### 编程语言
Syslab基于Julia，Sysplorer基于Modelica；Syslab也可通过同元M语言兼容工具（TyMLang）运行MATLAB M语言脚本。

### 工具箱
提供信号处理、通信仿真、通信、图形图像处理、控制系统设计分析、人工智能等多个领域的工具箱。

### 模型库
MWorks提供机、电、热、液、控等学科的标准库，液压、传动、电机等专业库和车辆、能源等行业库。

## 营销
自2022年，同元开始在哈尔滨工业大学、北京航空航天大学、北京理工大学、哈尔滨工程大学等高校的教学和研究中推广MWorks。

## 评价
MWORKS.Sysplorer被评为工信部2022年工业软件优秀产品。
与MATLAB相比，MWorks只在物理建模方面有一定优势，并且MWorks的运行速度略低于MATLAB。MWorks的报错有时不能准确指出原因，工具箱较少，无法满足部分仿真需求；运行M语言脚本时，不兼容部分MATLAB函数。